# Eddy Vanoosthuyse
Eddy Vanoosthuyse (Kortrijk, 15 juli 1959) is een Belgische klarinettist-pedagoog en dirigent.

## Levensloop
Vanoosthuyse begon zeer vroeg zijn muzikale loopbaan als solist in het orkest van de Opera voor Vlaanderen. Bij de herstructurering van het orkest werd hij soloklarinettist in het nieuwe Symfonie Orkest van de Vlaamse Opera, een functie die hij verruilde voor die bij het Brussels Philharmonic (vroeger BRT Filharmonisch orkest).
Daarnaast is hij docent aan de Hogeschool Gent/School of Arts-Koninklijk Conservatorium en het Fontys Conservatorium, Tilburg. Daarvoor was hij gastdocent aan de Luca School of Arts/Leuven en het Conservatoire Royal de Liège.
Naast zijn orkestloopbaan bouwt Vanoosthuyse een stevige carrière uit als solist: hij treedt op in vrijwel alle Europese landen, China, Singapore, Japan, de VS, Canada, Mexico, Venezuela, Chili, Peru, Argentinië, Colombia en Zuid-Afrika, op festivals als het Festival van Vlaanderen, Festival de Wallonie, Festival van Brussel, Festival Ars Music, November Music, Beijing Festival, Ljubljana Festival, Mozart Festival, Extravaganza, Vilnius Festival, Janacek Festival, Festival de Bourgogne, Festival du Domaine Forget/Charlevoix-Quebec, Holland Festival en Caracas Festival, en verder in Chicago, New York, Washington, Singapore, Shanghai, Capetown, Parijs en Milaan.
Hij maakt solo-opnamen bij SONY, Decca, EMI, Naxos, Briljant Classics, Aeon, Talent, Gobelin en Phaedra en maakt radio- en tv-opnamen voor BRTN/VRT, RTBF, VARA, Radio Suisse Romande, Magyar Radio, Czech Radio, Slovanian Radio, Danish Radio, Lietuvos Radio, Chili Radio en Exqui.
Hij creëerde een 50-tal werken die aan hem zijn opgedragen, waaronder werk van Arturo Marquez, Oscarwinnaar Nicola Piovani, Dirk Brossé, Jan Van der Roost, Scott McAllister, Wim Henderickx, André Laporte, verder werkt hij samen met componisten als Olivier Messiaen, Oscarwinnaars Hans Zimmer en John Corigliano (ook Pulitzerprize) en Dirk Brossé.
Hij soleerde wereldwijd met een 40-tal van orkesten onder leiding van Georges Octors, Yoel Levi, Michel Tabachnic, Peter Oundjian, Saulius Sondeckis, Paul Meyer, Jan Lathem-Koenig en Jan Stulen.
Vanoosthuyse werd geselecteerd voor het World Philharmonic Orchestra (Georges Prêtres) en uitgenodigd voor het Symphonicum Europea (Lincoln Center Fisher Hall, New York).
Vanoosthuyse is artistiek manager van de vzw International Music Promotion, de prestigieuze 'International Clarinet Competition Ghent' en 'Clarinets on Stage'. Hij zetelt in de jury van diverse internationale competities en doceert aan universiteiten en conservatoria op vijf continenten. Hij is sedert 2017 voorzitter van de 'International Art Competition Singapore'.
Hij was medeoprichter van de European Clarinet Association, die geofficialiseerd werd in het stadhuis van zijn geboortestad Kortrijk. Hij is ondervoorzitter van SWUK, een vzw die jonge musici steunt aan het begin van hun carrière.
In april 2020 werd hij door zijn collega's verkozen als vicepresident van de prestigieuze International Clarinet Association, de wereldorganisatie van de klarinet.

## Onderscheidingen
- Fuga Trofee voor de promotie van de Belgische muziek (vereniging van Belgische componisten)
- Torenwachtersprijs[2] voor zijn internationale carrière
- Honor al Mérito van de Stad Lima
- Lifetime Achievement van de Chinese Clarinet Association
- Honorary Membership:[1] Lifetime Achievement als uitvoerder en pedagoog van de International Clarinet Association (hoogste onderscheiding)

## Discografie
- Baldvinsson, Tryggvi, Concerto for clarinet and band (Gobelin 04.001)
- Brossé, Dirk, Nearly Beloved for clarinet and windband (Gobelin 04.001)
- Brossé, Dirk, War Concerto (Gobelin 04.001)
- Brossé, Dirk, War Concerto (EMI classics 19301)
- Brossé, Dirk, War Concerto (Aliud ACD BH 053-2)
- Brossé, Dirk, The Circle of Nature (Talent Records 905)
- Cardon, Roland, Invertings (TMD 950502)
- Carter, Elliott, Clarinet Concerto (AEON, AECD 1230)
- Celis, Fritz, Sonatina (Eurosound ES 46.887)
- Corigliano, John, Concerto for clarinet and orchestra (AEON, AECD 1230)
- Coryn, Roland, Clarinet quartet (TMD 950502)
- Craens, Alain, Divertimento (Eurosound, ES 46.887)
- Hanssens, Charles Louis, Concertino n° 2 pour clarinette et grand orchestre (Phaedra 92094)
- Hanssens, Charles Louis, Concertino n°1 pour clarinette et grand orchestre (Phaedra 92094)
- Hanssens, Charles Louis, Fantaisie pour violon, clarinette et grand orchestre (Phaedra 920904)
- Hanssens, Charles Louis, Morceau de concert pour hautbois, clarinette et orchestre (Phaedra 92094)
- Hanssens, Charles Louis, Solo de clarinette et orchestre (Phaedra 92094)
- Hindemith, Paul, Clarinet concerto (Brilliant Classics 95 787 BR)
- Hindemith, Paul, Clarinet concerto (Naxos 8.579010)
- Korsakov, Nikolay Rimski, Il Volo Del Calabrone (Eurosound ES 46.887)
- Laporte, André, Sequenza (TMD 950502)
- Louël, Jean, Concerto (Aliud ACD BH 053-2)
- Milhaud, Darius, Suite (Eurosound ES 46.887)
- Mozart, Wolfgang Amadeus, Clarinet Quintet (Sony B000002C69)
- Mozart, Wolfgang Amadeus, Serenade in E flat, k.v. 375 (TMD 950502)
- Mozart, Wolfgang Amadeus; Divertimento 1 KV 439b (Onadisc 820.128)
- Mozart, Wolfgang Amadeus; Divertimento 2 KV 439b (Onadisc 820.128)
- Mozart, Wolfgang Amadeus; Divertimento 3 KV 439b (Onadisc 820.128)
- Mozart, Wolfgang Amadeus, Clarinet Quintet/Larghetto (Sony G 0100001222531)
- Poulenc, Francis, Sonata for 2 clarinets (TMD 950502)
- Rivier, Jean, Petite Suite (Eurosound ES 46.887)
- Strauss, Richard, Romanze in E flat for Clarinet and Orchestra (Naxos 8.579010)
- Stravinsky, Igor, Three Pieces (TMD 950502)
- Sutermeister, Heinrich, Capriccio (TMD 950502)
- Van der Roost, Jan, Clarinet Concerto (Naxos 8.579010)
- Van der Roost, Jan, Concerto Doppio (Aliud ACD BH 053-2)
- Weber, Carl Maria von, Clarinet Quitnet (Sony B000002C69)
- Wittrock, Carl, Symphonic Sketches for clarinet, bass clarinet and wind band (Gobelin 04.001)
- Zimmer, Hans : Driving Miss Daisy (Decca 0289 467 7492 2 dh)
- 'The International Clarinets' (clarinet choir conducted by Eddy Vanoosthuyse & soloist)
  - Vito's Opus
    - Rossini, A.G/Guido Six, William Tell overture
    - Krommer, F.V./Guido Six, double concerto
    - Bach, J.S./Guido Six, Toccata & Fugue
    - Molter, J.M./arr Guido Six; Concerto n° 3
    - Six, Guido, Vito's Opus

  - At “Certamen Internacional de Bandas de Musica Valencia/Spain”
    -  Bach, J.S., Air
    - Monti, Valentino, Czardas
    - De Boeck, August, impromptu
    - Devreese, Frederik, Tango

  - Hommage à Léon Leblanc
    - Bach, J.S./Clair W. Johnson, celebrated Air from suite n° 3 in D
    - Glinca, Mikhail/Maurice Hahn, Ruslan and Ludmila
    - Monti, Valentino/B. Kovacs, Czardas
    - Mozart, W.A./Lucien Cailliet, The marriage of Figaro
    - Pellegrino, Michel, I remember Léon
    - Satie, Eric/Valentine Anzalone, Gymnopedie n° 1
    - Verdi, Giuseppe/A. Seerden, La Traviata
    - Brossé, Dirk, Elegy
    - Cardon, Roland, Hommage à Léon Leblanc
    - Ponchielli, A/Roland Cardon, Il Convegno